# Jens Munk
Jens Munk (ur. 1579 – zm. 1628) – duński żeglarz i odkrywca, urodzony w Norwegii (nieopodal Arendal). Będąc na służbie u duńskiego króla Chrystiana IV Oldenburga, próbował odkryć Przejście Północno-Zachodnie do Indii.